# Мойзельбах-Шварцмюле
Мойзельбах-Шварцмюле (нім. Meuselbach-Schwarzmühle) — громада в Німеччині, розташована в землі Тюрингія. Входить до складу району Заальфельд-Рудольштадт. Складова частина об'єднання громад Бергбанрегіон/Шварцаталь.
Площа — 7,50 км2. Населення становить Невірний параметр metadata 16 073 056 ос. (станом на 31 грудня 2021).

## Галерея

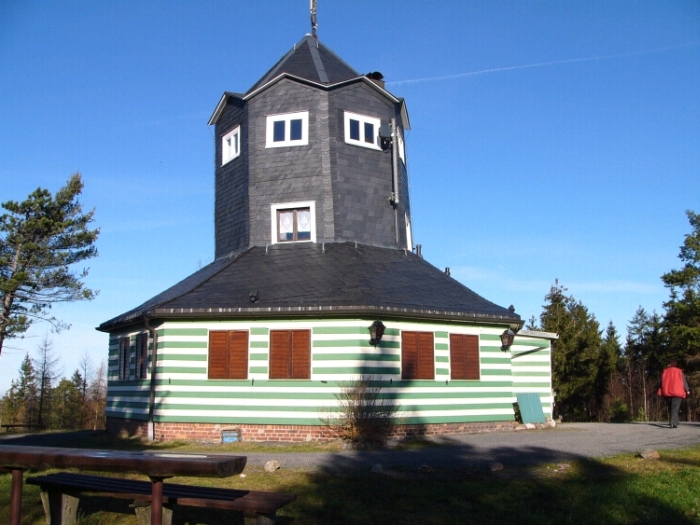
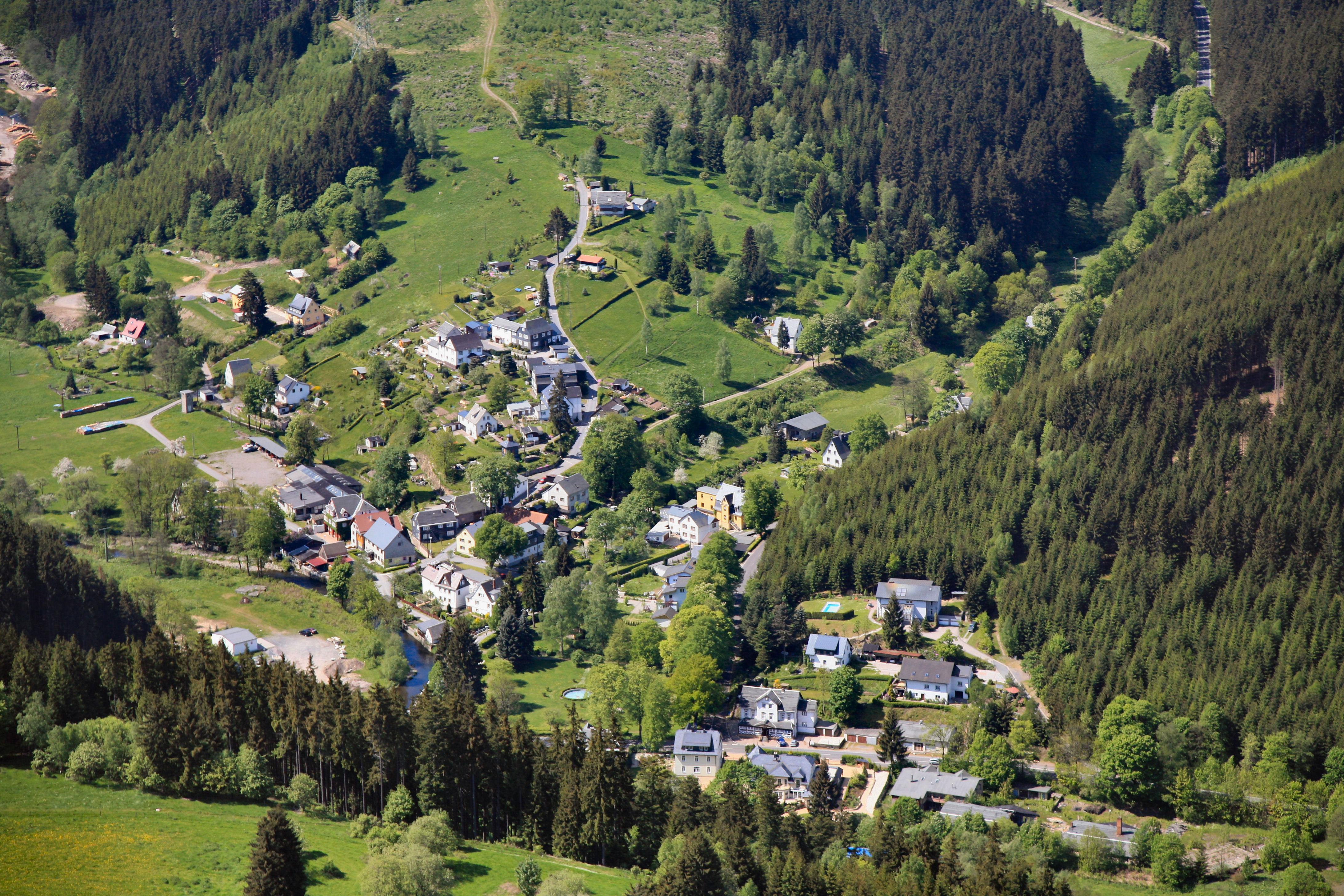
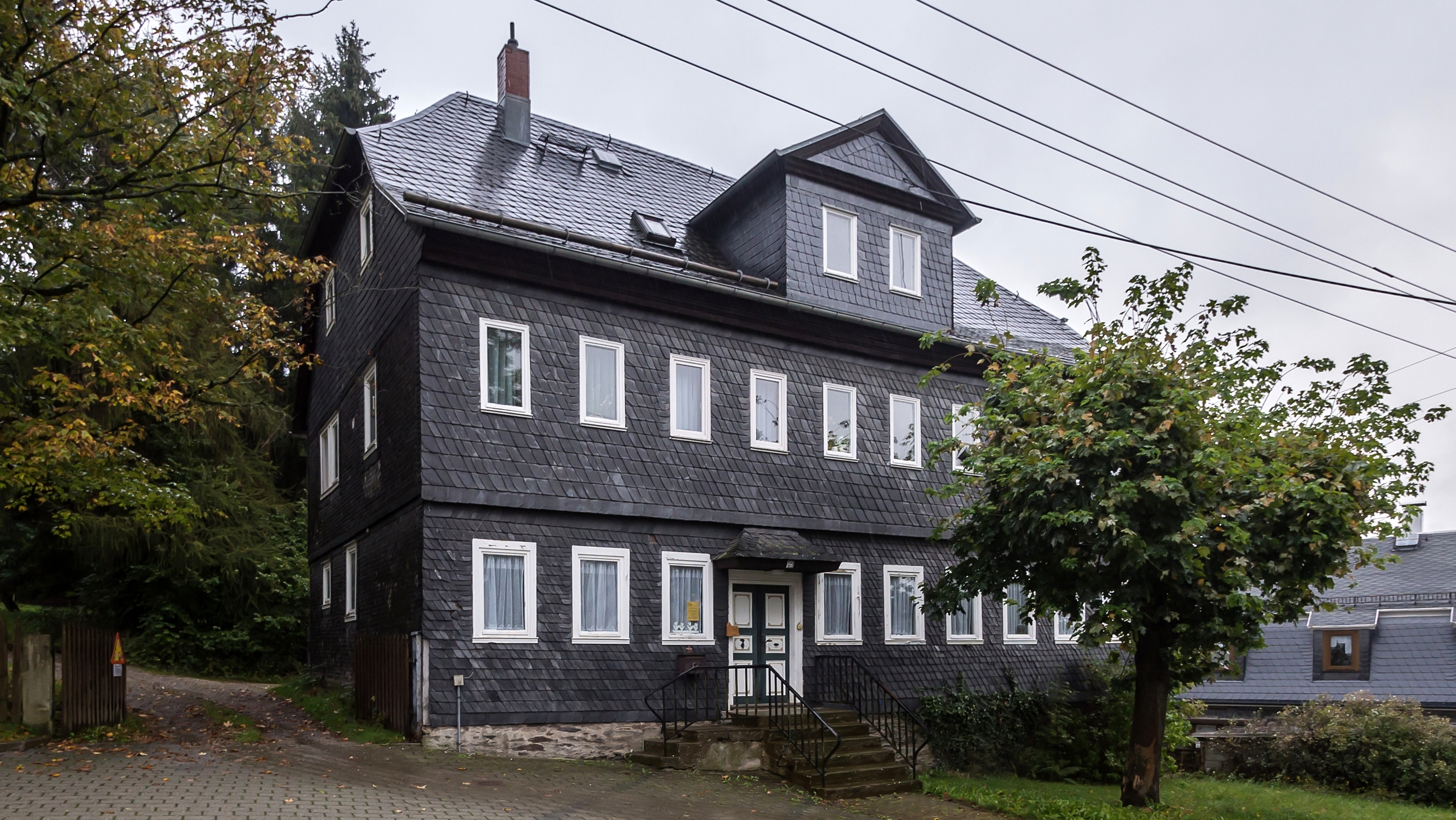